# 떠이호아현

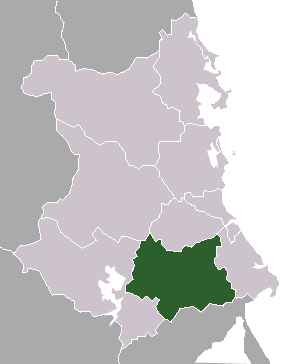

떠이호아현(베트남어: Huyện Tây Hòa / 縣西和)은 베트남 남중부 지방 푸옌성의 현이다.

## 행정 구역
떠이호아현은 1시진 10사를 관할하고 있다.

### 시진
- 푸트 시진 (Thị trấn Phú Thứ, 富庶市鎭)

### 사
- 호아빈1 사 (Xã Hòa Bình 1, 和平一社)
- 호아동 사 (Xã Hòa Đồng, 和同社)
- 호아미동 사 (Xã Hòa Mỹ Đông, 和美東社)
- 호아미떠이 사 (Xã Hòa Mỹ Tây, 和美西社)
- 호아퐁 사 (Xã Hòa Phong, 和豊社)
- 호아푸 사 (Xã Hòa Phú, 和富社)
- 호아떤떠이 사 (Xã Hòa Tân Tây, 和新西社)
- 호아틴 사 (Xã Hòa Thịnh, 和盛社)
- 선타인동 사 (Xã Sơn Thành Đông, 山城東社)
- 선타인떠이 사 (Xã Sơn Thành Tây, 山城西社)